# 빅블랙강

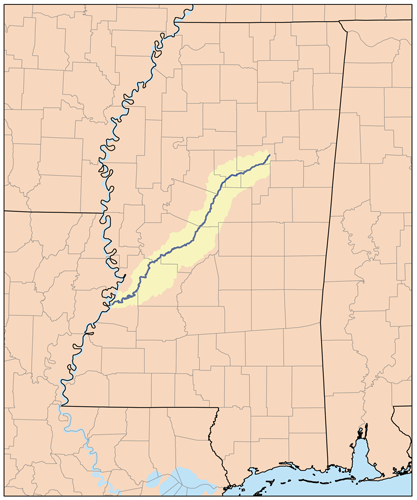
빅블랙 강의 위치

빅블랙강(Big Black River)은 미국 미시시피주에 있는 강이자 미시시피강의 지류이다. 강의 기원은 미시시피 주의 북중부에 있는 유로파 시 근처의 웹스터 카운티에 있다. 시작 점으로부터 강은 빅스버그 시의 40 km 남쪽에 미시시피 강과 합류될때까지 남서 방향으로 530 km가량 흐른다.빅블랙 강은 빅블랙 강 유역에 가장 큰 영향을 끼친다.
빅블랙 강과 그곳 지류의 대부분은 미사로 채워진 상태이다. 강은 농경배수로부터 거의 유래한 부유하는 침물의 거대한 양을 운반한다. 이 지류들은 천천히 흐르는 진흙 투성이의 물줄기이다. 그러나, 몇몇은 사질 퇴적층과 함께 빨리 흐르고 있다.

## 참고
1. ↑  The American Heritage Dictionary of the English Language, Fourth Edition copyright ©2000 by Houghton Mifflin Company
2. ↑  “Big Black River Basin”. Mississippi Department of Environmental Quality. 2006년 9월 23일에 원본 문서에서 보존된 문서. 2006년 10월 20일에 확인함.
3. ↑  “The Big Black River Basin”. USGS.gov. 2022년 11월 20일에 원본 문서에서 보존된 문서. 2006년 10월 20일에 확인함.